# Rock'n'Roll Band
Rock'n'Roll Band è un brano del gruppo pop svedese ABBA (ancora accreditati come "Björn & Benny, Agnetha & Anni-Frid").
Negli USA la canzone viene pubblicata come singolo dalla Playboy Records nel 1973, come seguito della hit minore People Need Love, sebbene l'album Ring Ring non sia mai stato pubblicato negli Stati Uniti fino al 1995. Il lato B era inizialmente Another Town, Another Train, ma successivamente diventa lo stesso del lato A.
Esistono due versioni di questa canzone: una è quella pubblicata come ABBA, l'altra è una versione più breve pubblicata nella versione rimasterizzata di Lycka di Benny & Björn.

## Tracce
Prime pubblicazioni
Lato A:
1. "Rock'n'Roll Band"

Lato B:
1. "Another Town, Another Train"

Altre pubblicazioni
Lato A:
1. "Rock'n'Roll Band"

Lato B:
1. "Rock'n'Roll Band"